# Zero: Fever Part.1
Zero: Fever Part.1 — п'ятий мініальбом південнокорейського хлопчачого гурту Ateez. Реліз відбувся 29 липня, 2020 року з заголовними синглами «Inception» та «Thanxx». Фізичний альбом вийшов в трьох версіях: «Thanxx», «Inception» та «Diary». Мініальбом складається з сімох треків, що включають різні жанри, такі як: денс-поп, треп, хіп-хоп, D&B, регі, попрок та синті-поп.
Комерційно мініальбом дебютував на вершині Gaon Album Chart, ставши третім найкращим релізом Ateez у Південній Кореї. Він також потрапив до американського Billboard World Albums на 6 місці, а пісні «Inception' та «Thanxx» посіли 9 та 18 місця відповідно в цифровому чарті. Ateez просували альбом серією живих виступів на різних південнокорейських музичних шоу, виконавши обидва заголовних треки, а також «Good Lil Boy» та «Fever». На «Inception» та «Thanxx» випустили відеокліпи, що вийшли 29 липня та 24 серпня, відповідно. Ці музичні відео найшвидше набрали 10 млн. переглядів на YouTube, до того ж кожен з них досяг цього показника за 24 години.

## Список пісень
| #     | Назва                    | Автор                                                          | Producer(s)                           | Тривалість |
| ----- | ------------------------ | -------------------------------------------------------------- | ------------------------------------- | ---------- |
| 1.    | «Dear Diary: 2016.07.29» | EDEN, James.S                                                  | EDEN, LEEZ, Ollounder, BUDDY          | 2:33       |
| 2.    | «Fever»                  | EDEN, LEEZ, Ollounder, BUDDY, Kim Hong-joong, Song Min-gi      | EDEN, LEEZ, Ollounder, BUDDY          | 3:24       |
| 3.    | «Thanxx»                 | EDEN, Ollounder, LEEZ, BUDDY, Kim Hong-joong, Song Min-gi      | EDEN, Ollounder, LEEZ, BUDDY          | 3:01       |
| 4.    | «To the Beat»            | EDEN, BUDDY, LEEZ, Peperoni, Oliv, Kim Hong-joong, Song Min-gi | EDEN, BUDDY, LEEZ, Peperoni, Oliv     | 3:02       |
| 5.    | «Inception»              | EDEN, LEEZ, Ollounder, BUDDY, Kim Hong-joong, Song Min-gi      | EDEN, Ollounder, BUDDY, LEEZ          | 3:31       |
| 6.    | «Good Lil Boy»           | EDEN, Kim Hong-joong, LEEZ, Ollounder, Song Min-gi             | EDEN, Kim Hong-joong, LEEZ, Ollounder | 3:26       |
| 7.    | «One Day at a Time»      | EDEN, Sophia Pae, Isaac Han, BUDDY, LEEZ, Peperoni, Oliv       | EDEN, BUDDY, LEEZ, Peperoni, Oliv     | 3:24       |
| 22:21 |                          |                                                                |                                       |            |

## Чарти
| Чарт (2020)                                | Пікова позиція |
| ------------------------------------------ | -------------- |
| Бельгія Belgian Albums (Ultratop Flanders) | 41             |
| Бельгія Belgian Albums (Ultratop Wallonia) | 92             |
| Угорщина Hungarian Albums (MAHASZ)         | 9              |
| Японія Japanese Albums (Oricon)            | 9              |
| Польща Polish Albums (ZPAV)                | 4              |
| South Korean Albums (Gaon)                 | 1              |
| США World Albums (Billboard)               | 6              |

| Чарт (2020)                | Позиція |
| -------------------------- | ------- |
| South Korean Albums (Gaon) | 25      |

## Нагороди і номінації
| Рік  | Організація             | Нагорода                            | Номінант           | Результат | Прим.  |
| ---- | ----------------------- | ----------------------------------- | ------------------ | --------- | ------ |
| 2020 | Golden Disc Awards      | Disc Bonsang                        | Zero: Fever Part.1 | Номінація | [ 14 ] |
| 2020 | Gaon Chart Music Awards | Album of the Year — 3rd Quarter     | Zero: Fever Part.1 | Номінація | [ 15 ] |
| 2020 | Mnet Asian Music Awards | Song of the Year                    | «Inception»        | Номінація | [ 16 ] |
| 2020 | Mnet Asian Music Awards | Best Dance Performance — Male Group | «Inception»        | Номінація | [ 16 ] |

| Видавець   | Список                                    | Номінант                        | Місце     | Прим.  |
| ---------- | ----------------------------------------- | ------------------------------- | --------- | ------ |
| BuzzFeed   | 35 Songs That Helped Define K-Pop In 2020 | «Inception»                     | 14        | [ 17 ] |
| Teen Vogue | The Best K-Pop Moments of 2020            | Zero: Fever Part.1 'Diary Film' | Номінація | [ 18 ] |

| Пісня       | Програма              | Дата           | Прим.  |
| ----------- | --------------------- | -------------- | ------ |
| «Inception» | The Show (SBS MTV)    | 4 серпня, 2020 | [ 19 ] |
| «Inception» | Show Champion (MBC M) | 5 серпня 2020  | [ 20 ] |